# Dioscoreophyllum volkensii
Dioscoreophyllum volkensii är en tvåhjärtbladig växtart som beskrevs av Adolf Engler. Dioscoreophyllum volkensii ingår i släktet Dioscoreophyllum och familjen Menispermaceae. Utöver nominatformen finns också underarten D. v. fernandense.